# Chrysispa natalica
Chrysispa natalica es un insecto coleóptero de la familia Chrysomelidae.
Fue descrita científicamente en 1898 por Péringuey.